# Assiniboia

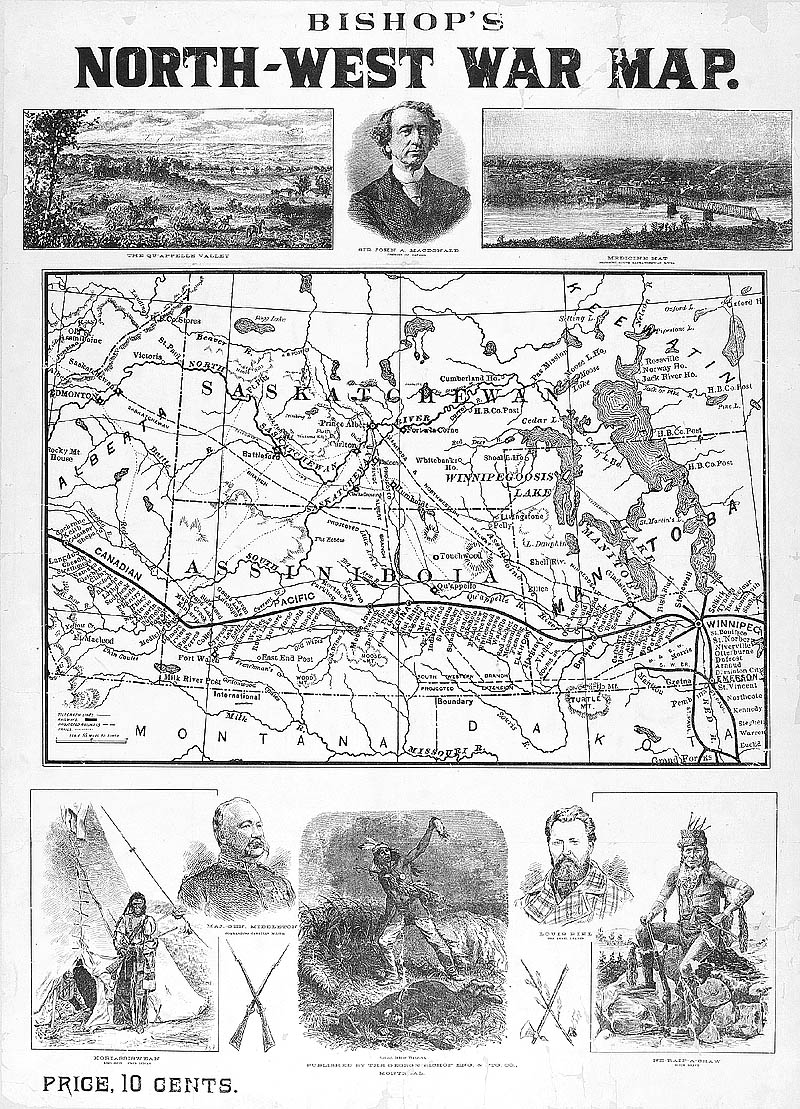
Plakat mit Karte von Assiniboia und angrenzenden Gebieten zur Zeit der Nordwest-Rebellion 1885

Assiniboia war der Name verschiedener Verwaltungseinheiten auf dem Boden der heutigen kanadischen Provinzen Manitoba, Saskatchewan und Alberta. Der Name ist von den indianischen Assiniboine abgeleitet.
Die Hudson’s Bay Company (HBC) überließ 1811 einen Teil ihres Konzessionsgebiets Ruperts Land dem schottischen Philanthropen und Teilhaber der Gesellschaft Lord Selkirk zur Besiedlung durch landlose schottische Bauern, die sogenannte Red-River-Kolonie. 1812 begann am Zusammenfluss von Assiniboine River und Red River (The Forks) der Bau des Handelspostens Fort Douglas und der ersten Wirtschaftsgebäude. Die umliegenden Gebiete wurden zum ersten Verwaltungsgebiet Assiniboia und das Fort wurde der Sitz von dessen ersten Gouverneur Miles Macdonell.
Die Gründung war ein empfindlicher Schlag gegen das Konkurrenzunternehmen North West Company (NWC) und die mit ihr in engen Handelsbeziehungen stehenden Métis, die um The Forks siedelten. Es kam zu handfesten Auseinandersetzungen, dem Pemmikan-Krieg. Die beiden Unternehmen besetzten gegenseitig ihre Forts oder brannten sie gleich nieder. Schließlich waren beide finanziell stark angeschlagen und gingen 1821 mit einer Fusion weiteren Auseinandersetzungen aus dem Weg, das neue Unternehmen hieß weiterhin Hudson’s Bay Company. 1822 wurde dann Fort Gibraltar, früher der Handelsposten der NWC an the Forks, ausgebaut und, in Fort Garry umbenannt, zum neuen Verwaltungssitz von Assiniboia.
1869 kaufte die kanadische Bundesregierung der HBC ihre Gebiete ab und 1870 wurde das Gebiet um Fort Garry mit dem Manitoba Act zur neuen Provinz Manitoba, das Fort dessen Hauptstadt. Die übrigen Gebiete, und damit auch der Rest von Assiniboia, wurden zunächst weiter von Fort Garry aus verwaltet, bzw. ab 1874 von Winnipeg, dessen Zentrum das frühere Gelände Fort Garrys bis heute bildet. 1905 ging dann der größte Teil Assiniboias in der neuen Provinz Saskatchewan auf, ein kleinerer Rest in Alberta.